# John Blacking
John Anthony Randoll Blacking (Guildford, 22 d'octubre de 1928 - Belfast, 24 de gener de 1990) va ser un antropòleg social i etnomusicòleg britànic. És considerat com una de les grans personalitats dins l'àmbit de la musicologia moderna.

## Biografia
Es va criar al voltant de l'entorn anglicà de la catedral de Salisbury. A més, també va assistir al col·legi King's College, situat a Cambridge, on va rebre classes de l'antropòleg Meyer Fortes. Es va gradurar en aquest mateix col·legi l'any 1953.
Blacking va servir com a oficial dins l'exèrcit britànic, concretament en la Guardia Coldstream. Això va fer que fos destinat a Malàisia, entre els anys 1948 i 1949. Durant la seva estada allà, va estar en contacte amb la cultura índia, xinesa i malàsia. Aquest fet el va influenciar molt pel seu treball en el futur i també li va servir com a experiència formativa. Després de la seva tornada del continent asiàtic, es va interessar per l'estudi de dues matèries, com l'antropologia i l'arqueologia a Cambridge, entre l'any 1949 i 1952.
Després de graduar-se, l'any 1954 fou nomenat musicòleg en la Biblioteca Internacional de Música Africana de Hugh Tracey situada a Johannesburg. Posteriorment, es traslladà a Sud-àfrica l'any 1956 on va realitzar durant 22 mesos un treball de camp sobre els vendes, una cultura situada dins l'àrea de Venda, al nord de Transvaal. Aquest treball es va convertir en tota una referència i va posar el nom de Blacking en el panorama musicològic internacional.
El seu augment de prestigi i de notorietat va fer que l'any 1959 fos nomenat professor i posteriorment l'any 1965 cap de departament d'antropologia social de la Universitat de Witwatersrand. Però després de tenir una sèrie de desacords amb el govern sud-africà per la qüestió de l'apartheid, ja que Blacking va estar en contra i sempre va criticar fortament aquest sistema, fou expulsat del país l'any 1969. Això va fer que Blacking tornés a Europa i es va instal·lar l'any 1970 a Belfast, Irlanda del Nord. Allà va desenvolupar l'activitat com a docent, impartint classes d'antropologia social en la Universitat de Queen's. Aquesta universitat es va convertir en un centre de renom gràcies a la presència de Blacking, que va fer que la universitat es convertís en un dels llocs més prestigiosos per a estudiar aquestes matèries. A més, com Blacking havia estat una personalitat bastant famosa en el continent africà, molts alumnes d'allà es varen interessar per a cursar els estudis d'antropologia i etnomusicologia en aquesta universitat.
Fou president de la Societat d'Etnomusicologia entre els anys 1982 i 1983 i va ser membre fundador del Seminari Europeu d'Etnomusicologia, organització que va agafar molta força des de la seva creació.

## Obra
John Blacking es va caracteritzar per mesclar l'estudi de la música amb l'antropologia. Per això Blacking es caracteritza per haver escrit una sèrie de llibres determinants.
Es va interessar pel món dels instruments dels aborígens de Malàisia, ja que té un escrit que parla sobre aquests instruments i la seva funció. Aquest escrit data de l'any 1954.
Un dels llibres principals va ser el que va publicar l'any 1967, anomenat Venda Children's Songs. Aquest llibre és el resultat final del seu treball a l'àrea de Venda. Aquest llibre parla sobre la relació que hi ha entre la música que utilitza aquesta cultura i les accions que ocorren quan hi ha aquesta música per al mig. Per exemple, Blacking es va adonar de que en la societat venda, un nin quan és petit pot demostrar gran habilitat musical, però quan sigui gran, encara que tingui aquesta habilitat, deixarà la música per a dedicar-se a altres activitats més importants, segons ells, com per exemple governar. També Aquest llibre va ser tota una novetat perquè va ser un dels primers treballs de camp que parlaren sobre la interpretació de la música en una cultura concreta.
Però el seu llibre més important és Fins a quin punt l'home és músic?. És un llibre que va escriure sobre les conferències de John Danz que va fer aquest en la Universitat de Washington l'any 1971. En aquest llibre explica que ell pensa que la música és un so humanament organitzat i que per saber que és la música i que tan musical és l'home un necessita demanar el que escolta, qui toca i qui canta en una societat i el més important de tot, fer-nos preguntes. També explica que l'habilitat musical no podria mai desenvolupar-se si no tingués l'ajuda de la motivació extra-musical.
Un escrit també important és Una introducció a les danses tradicionals de Venda i L'antropologia del cos.